# 侯赛因·礼萨扎德
侯赛因·礼萨扎德（波斯語：‎，1978年5月12日—）生于伊朗阿尔达比勒，伊朗前举重105公斤以上级世界冠军、奥运冠军，保持着这一级别挺举和总成绩的兩项世界纪录（曾經是105公斤以上级抓举世界纪录保持者，2011年11月被伊朗人貝赫達德·薩利米-庫爾達西亞比打破），是伊朗最成功的体育运动员之一。

## 生涯
礼萨扎德是伊朗阿塞拜疆族人，被称为「伊朗的赫拉克勒斯」、「世界上最强壮的人」，曾經同時保持着举重超重量级抓举、挺举和总成绩的三项世界纪录，他是首位获得两枚奥运金牌的伊朗运动员。礼萨扎德是伊朗最为著名的明星之一，时常出现在电视荧屏与新闻报道中，2003年2月，他的婚礼在沙烏地阿拉伯城市麦加举办，伊朗国家电视台对此进行了现场直播。

### 举重生涯
礼萨扎德在2000年悉尼奥运会中创造了许多惊喜，在赢得金牌的同时还打破了苏联与俄罗斯对该项目长达数十年的垄断。他是自1960年罗马奥运会以来，在未受抵制的奥运会上，首位在105公斤以上级别项目中取得金牌的非苏联或俄罗斯籍的运动员。此后他在一系列比赛中打破自己保持的世界纪录，在2004年雅典奥运会上， 礼萨扎德在挺举中抓起了263.5 kg的重量，再次打破世界纪录，并以472.5 kg的总成绩，超过银牌得主维克托斯·谢尔巴蒂斯17.5 kg的绝对优势蝉联了奥运金牌。他也以此入选了世纪最佳举重运动员。 
2002年，礼萨扎德票选为伊朗「冠军中的冠军」，与其他15位伊朗运动员一起受到了伊朗前总统穆罕默德·哈塔米亲自颁发的嘉奖。2003年，他在加拿大温哥华举办的世界举重锦标赛中打破了一项世界纪录。为此，哈塔米总统奖励给他6亿伊朗里亚尔（约合6万多美元）用以购买德黑兰的一处房产。在取得巨大成就之后，礼萨扎德收到了土耳其举重协会的邀请，希望他能转化国籍帮助土耳其赢取2004年雅典奥运会金牌，土耳其方面将提供每月2万美元的补助以及豪华别墅与1000万美元报酬的优厚待遇。但是，礼萨扎德拒绝了这份邀请，他表示：“我是伊朗人，我热爱我的国家和人民。”
2006年，在礼萨扎德的家乡阿尔达比勒建起了一座以他名字命名的礼萨扎德体育场，以感谢他对伊朗体育所做出的成绩与贡献。该体育场是伊朗最为现代、先进的室内体育场之一。2008年初，礼萨扎德为阿联酋迪拜的一处楼盘进行了电视商业代言，他的一些支持者指出为竞争者促销售楼这一行为有损他的个人形象与国格。这最终促使伊朗国会决定包括运动员、演员、歌手在内有声望的伊朗人禁止接受各类直接用来促进鼓励消费的商业赞助。

### 宣布退役
2008年北京奥运会前，他接受了他的私人医生和医疗体育教练穆罕默德·阿里·沙黑（Mohammad Ali Shahi）的建议，因手部多处伤势以及高血压疾病而放弃了参加北京奥运会的机会，礼萨扎德将这一决定以公开信的方式通过伊朗国家电视台向公众发布。一天之后，他在写给公众的第二份公开信中宣布自己正式退役。他说：“我坚定不移的相信，我的同胞们能够继承我所取得的成就，我也希望我的儿子阿布法兹尔能够在未来打破我的纪录。”
退役后的礼萨扎德成为了伊朗国家举重联合会的首席指导。代替他出征北京奥运会的年轻小将拉希德·谢里菲在奥运会中仅获第六名，未能延续礼萨扎德的辉煌。2008年9月，礼萨扎德成为伊朗国家举重队的主教练。 2009年1月，他批评四名在类固醇药检中成阳性的伊朗举重运动员有违体育精神。不久后，其中一名违禁运动员赛义德·阿里-侯赛因反驳称礼萨扎德在2006年也使用过类固醇药物。 礼萨扎德则公开发表声明，将与举重界服用禁药的行为进行斗争。 

### 世界纪录问题
礼萨扎德从1990年代中期至2000年代中期统治着超重量级举重近十年，几乎没有收到任何挑战。尽管他在自己的职业生涯中未受到较强劲的对抗，但是他依然未能打破国际举重联合会的各项举重纪录，抓举216.0 kg (安东尼奥·克拉斯特耶夫 1987年)、挺举266.0 kg (莱昂尼德·塔拉年科 1988年)和总成绩475.0 kg (塔拉年科, 1988年)。 尽管他们的成绩都超过了礼萨扎德，但是由于国际举联调整了重量级别，且成绩都是在无药检时代取得的，所以所创造的世界纪录都未能得到官方的认可，但是这些依然是人类举重史上所能举起的最高重量。国际举重联合会在1997年调整重量级别後，礼萨扎德先後於2000年奧運及2004年奧運打破男子105公斤以上级总成绩及挺举的世界紀錄，2003年于中国秦皇岛打破抓举的世界紀錄，與土耳其運動員哈利勒·穆特卢唯一兩名舉重運動員同時保持抓举，挺举和总成绩的三项世界纪录，但是2011年11月伊朗運動員貝赫達德·薩利米-庫爾達西亞比以214公斤成績打破礼萨扎德保持8年的抓举世界纪录。

## 统计

### 身体信息
- 体重: 162.95 kg (2004年雅典奥运会)[7]
- 身高: 186公分（6英尺1英寸）

### 生涯最佳成绩
- 抓举: 213 kg 2003年9月14日于中国秦皇岛；
- 挺举: 263.5 kg 2004年8月25日于希腊雅典；(世界纪录).
- 总成绩: 472.5 kg 2000年9月26日于澳大利亚悉尼; (世界纪录).[8]